# 1697 na literatura

## Nascimentos
| Data | Nome | Profissão | Nacionalidade | Observações | Ref |
| ---- | ---- | --------- | ------------- | ----------- | --- |

## Mortes
| Data        | Nome                  | Profissão                    | Nacionalidade | Observações | Ref |
| ----------- | --------------------- | ---------------------------- | ------------- | ----------- | --- |
| 18 de Julho | Padres António Vieira | religioso, escritor e orador | Portugal      | n. 1608     |     |